# Thad Cochran

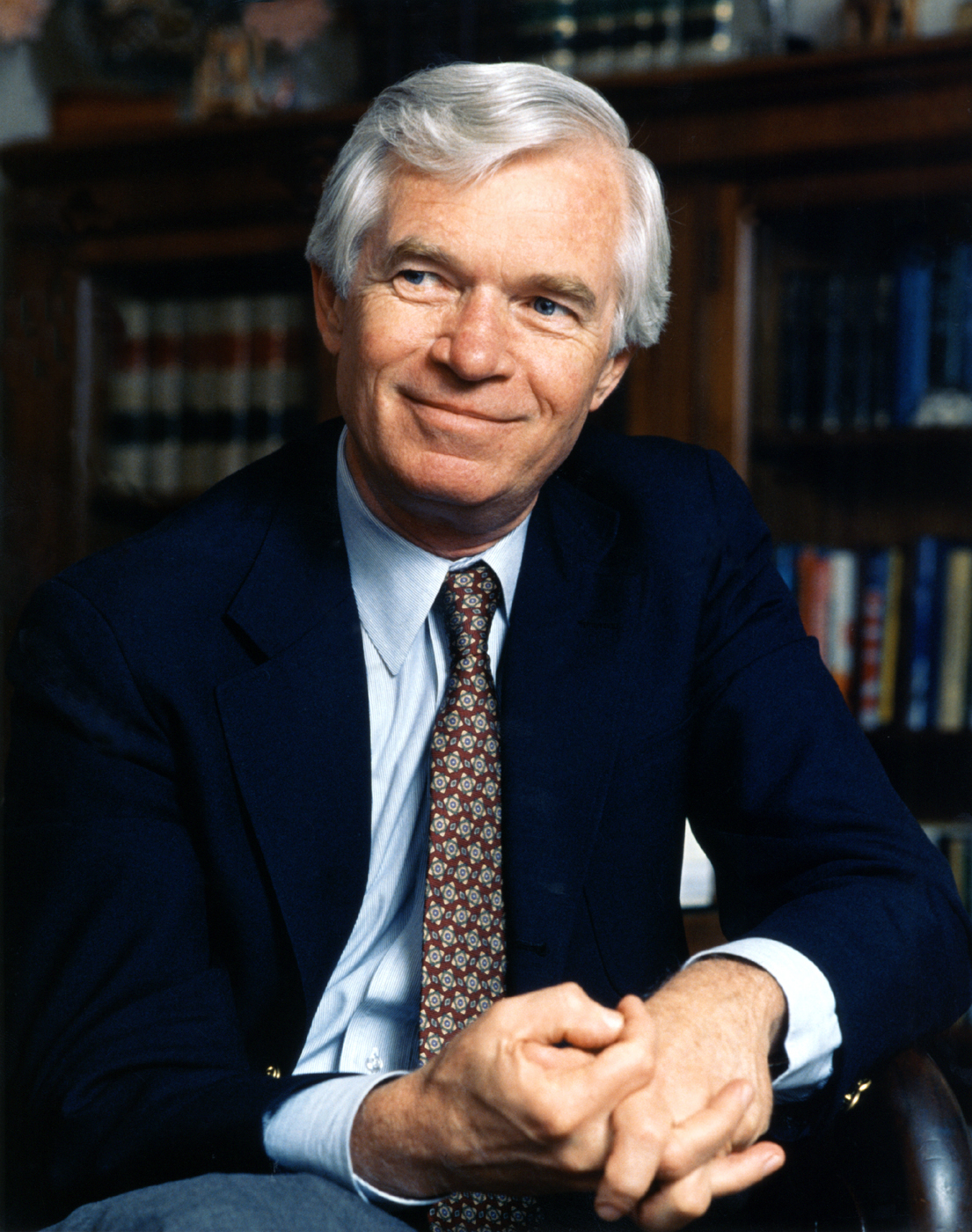
Thad Cochran

William Thad Cochran (* 7. Dezember 1937 in Pontotoc, Pontotoc County, Mississippi; † 30. Mai 2019 in Oxford, Mississippi) war ein US-amerikanischer Politiker der Republikanischen Partei. Er gehörte von 1973 bis 1978 dem Repräsentantenhaus der Vereinigten Staaten und ab 1978 dem Senat für den Bundesstaat Mississippi an. Als Vorsitzender des Bewilligungsausschusses war er einer der mächtigsten Männer im Senat und zog sich am 1. April 2018 aus gesundheitlichen Gründen aus dem Senat zurück.

## Familie, Ausbildung und Beruf
Cochran war das Kind des Schuldirektors William Holmes Cochran und der Lehrerin Emma Grace Cochran. 1946 siedelte seine Familie im Hinds County, in dem sich auch die Staatshauptstadt Jackson befindet. Cochran lebte auch später noch in Jackson. Er war Eagle Scout und besuchte die Byram High School bei Jackson. Er erwarb 1959 den Bachelorgrad an der University of Mississippi in den Studienfächern Psychologie und Politikwissenschaft. Nach zwei Jahren in der US Navy besuchte er die juristische Fakultät der University of Mississippi, die er 1965 abschloss. Danach arbeitete er sieben Jahre als Anwalt.

## Politik
Cochran hatte sich bereits früh politisch engagiert: Zuerst für die Demokraten, in den späten 1960ern wechselte er aber zu den Republikanern. Im Jahr 1968 leitete er die Wahlkampagne Richard Nixons zur Präsidentschaftswahl im Bundesstaat.

### Repräsentantenhaus
Als sich der Kongressabgeordnete Charles H. Griffin 1972 entschloss, nicht mehr anzutreten, eroberte bei der Wahl 1972 Cochran dessen Kongresswahlbezirk, den 4. des Bundesstaates rund um Jackson, und schlug dabei knapp seinen demokratischen Gegenkandidaten Ellis Bodron. Cochran profitierte dabei von den Erfolgen der Republikaner bei der Wahl; bei der gleichzeitig stattfindenden Präsidentschaftswahl gewann Nixon 49 der 50 Bundesstaaten und errang in Mississippi 70 Prozent der Stimmen. Cochran zog zusammen mit Trent Lott ins Repräsentantenhaus ein. Sie waren der zweite und dritte Republikaner, die den Staat seit der Reconstruction-Ära im Repräsentantenhaus vertraten. 1974 gelang ihm seine Wiederwahl trotz der für die Republikaner schwierigen Bedingungen nach der Watergate-Affäre. Im Jahr 1976 gewann er mit größerem Vorsprung die nächste Wahl.

### Senat
Im Jahr 1978 ergab sich die Chance für Cochran, in den Senat einzuziehen: Der Vorsitzende des Justizausschusses, James Eastland, ein vehementer Verfechter der Rassentrennung, trat nicht mehr zur Wahl an. Cochran setzte sich gegen Charles W. Pickering in der parteiinternen Vorwahl durch. Bei der allgemeinen Wahl im November schwächte die Kandidatur von Charles Evers, Bürgermeister von Fayette und Bruder des ermordeten Bürgerrechtsaktivisten Medgar Evers, die Demokraten genug, dass Cochran sich durchsetzen konnte. Dadurch wurde er der erste Republikaner seit der Reconstruction-Ära, der eine staatsweite Wahl in Mississippi gewinnen konnte. Bei der Wahl 1984 gewann er problemlos gegen den damaligen Gouverneur von Mississippi, William Winter. Bei der Wahl 1990 hatte er ebenfalls keinen Gegenkandidaten und sechs Jahre später gewann er auch, diesmal mit über 70 % der Stimmen. Im Jahr 2002 hatte er wieder keinen Gegenkandidaten der großen Parteien, der gegen ihn antrat; 2008 war er mit 61,4 Prozent der Stimmen gegen den Demokraten Erik R. Fleming siegreich.
Verglichen mit seinem demokratischen Vorgänger Eastland und dem 1988 in den Senat nachgefolgten Lott hatte Cochran eine vergleichsweise unauffällige Wahlstatistik. Er stand auch weniger im Licht der Öffentlichkeit als diese, hatte innerhalb des Senats und innerhalb von Mississippi aber erheblichen Einfluss. Im Jahr 2006 wählte ihn das Time Magazine zu einem der zehn besten aktuellen Senatoren.
Cochran war Vorsitzender des Senate Republican Caucus von 1991 bis 1996 und leitete den Landwirtschaftsausschuss von 2003 bis 2005. Von 2005 bis Anfang 2007 war er Vorsitzender des mächtigen Committee on Appropriations (Bewilligungsausschuss). Darüber hinaus ist er Mitglied des Landwirtschaftsausschusses sowie des Committee on Rules and Administration und damit ex officio auch des Joint Committee on the Library.
Ab Januar 2015 war Cochran wieder Vorsitzender des Senats-Bewilligungsausschusses, nachdem die Republikaner bei der Senatswahl 2014 die Mehrheit gewonnen hatten.
Am 5. März 2018 gab er bekannt, sein Mandat nach über 45 Jahren Zugehörigkeit zum Kongress am 1. April 2018 aus gesundheitlichen Gründen niederzulegen. Als seine Interimsnachfolgerin wurde die Favoritin der Parteiführung, Cindy Hyde-Smith, ernannt.
Cochran starb Ende Mai 2019 im Alter von 81 Jahren.

## Positionen
Als einer von vier republikanischen Senatoren stimmte Cochran im Februar 2013 der Ernennung Chuck Hagels zum US-Verteidigungsminister im Kabinett Obama zu.
Im März 2015 gehörte er zu denjenigen sieben republikanischen US-Senatoren, die einen offenen Brief der übrigen 47 Republikaner in diesem Gremium zum iranischen Atomprogramm nicht unterzeichneten. Darin kritisierten die Unterzeichner das internationale Verhandlungsergebnis, versagten Präsident Obama ihre Unterstützung und kündigten den Führern des Iran an, sich nicht an die Vereinbarung gebunden zu sehen.